# Schlierbach (Seckach)
Der Schlierbach ist ein Bach des Baulandes im Neckar-Odenwald-Kreis im nördlichen Baden-Württemberg. Nach 6 km südlichen Laufs mündet er im Dorf Zimmern der Gemeinde Seckach von links in die mittlere Seckach. Am Oberlauf und wohl auch am Mittellauf wird er Krummebach genannt.

## Name
Der Name des Baches wechselt nach verschiedenen Quellen an verschiedenem Ort von Krummebach zu Schlierbach, frühesten etwas südlich von Eberstadt an der Stadtgrenze von Buchen zu Osterburken, spätestens an der Stadtgrenze von Osterburken zu Seckach kurz vor Zimmern.

## Geographie

### Verlauf
Der Krummebach entsteht wenig nördlich des Buchener Dorfes Eberstadt und der dort an der Ortsgrenze vorbeiführenden L 582 Buchen–Osterburken. Zwischen einem großen Schilfröhrichtfeld rechtsseits und einer Reihe von Schrebergärten linksseits beginnt im Gewann Im Flößle auf etwa 322 m ü. NHN ein anfangs halbmeterbreiter Graben, der südwärts läuft, die Landesstraße überquert und dann das Dorf offen und zumindest teilweise in einem Trog durchzieht. An der Dorfstraße fließt von rechts der Mühlgraben zu, ein etwas längerer rechter Oberlaufast, der unweit des Krummebachs-Ursprungs, aber etwas höher am Gewann Am grundlosen Brunnen einem Quelltümpel entspringt.
Nach dem Ortsende schlängelt sich der Bach leicht durch seine Talmulde mit links meist steilen Hang, Baum oder Strauch am Ufer gibt es zunächst nur sporadisch und die Felder reichen fast überall bis ans Ufer. Weniger als einen Kilometer unterhalb von Eberstadt wechselt der Bach auf die Stadtteilgemarkung Schlierstadt von Osterburken. Dort durchfließt er einen weiteren Kilometer weiter den 200 Meter vor der Ortsgrenze des Dorfes Schlierbach errichteten Damm des Hochwasserrückhaltebeckens Krummebach. Nunmehr grenzt ein Grünlandstreifen an den Bach, der auch dieses Dorf in offenem Lauf durchfließt.
Danach rückt die ab schon Eberstadt am rechten Unterhang verlaufende Talstraße K 3901 dichter an den etwa anderthalb Meter eingeböschten Bach, der nun wenigstens auf einer Seite wieder von einem Wiesenstreifen begleitet wird. Eine lückenhafte Baum- und Strauchgalerie begleitet ihn, in der zunächst Eichen, später auch Weiden und andere Bäume stehen. Nachdem er einen Teich links am Lauf am Ausgang einer kurzen Seitentalmulde passiert hat, steht am steilen linken Unterhang Gehölz, das sich bis unterhalb des bald rechts am Ufer liegenden, zu Schlierstadt gehörenden Gehöfts Seligental zieht, das in früherer Zeit ein Kloster war.
Nach diesem kleinen Ort rückt der Bach an den linken Hangfuß, über dem nun ein Waldhang bis zur ersten Höhenstufe ansteigt. Der Bach tritt auf die Teilgemarkung von Zimmern der Gemeinde Seckach über und wird spätestens dort Schlierbach genannt. Er windet sich inzwischen stark, sein Bett ist bis zu zwei Meter breit und hat steinigen Grund, die rechte Böschung ist hoch und steil, an Prallhangpartien steht dort Fels über dem Lauf.
Weniger als 200 Meter nachdem der Schlierbach in die Ortsflur von Zimmern eingetreten ist, unterquert er die L 519 und fließt dann auf etwa 242 m ü. NHN in die mittlere Seckach ein. Nach seinem 6,1 km langen Weg mit mittlerem Sohlgefälle von etwa 13 ‰  mündet er damit rund 80 Höhenmeter unterhalb seiner Quelle am Röhricht im Norden von Eberstadt.

### Einzugsgebiet
Das Einzugsgebiet des Krummebachs/Schlierbachs ist 9,3 km² groß und gehört naturräumlich zu den Seckach-Kirnau-Platten des Mittleren Baulandes. Es hat insgesamt einen Waldanteil von etwa einem Viertel, das größte zusammenhängende Waldstück liegt an der Nordspitze um den Hohberg (408,4 m ü. NHN), seine größten Erhebung. Von dort erstreckt es sich knapp 7 km weit nach Süden bis zur Mündung, quer dazu ist es maximal etwas über 2 km breit. Die offene Flur wird größtenteils beackert. Die einzigen Orte darin sind die schon bei der Verlaufsbeschreibung genannten Bachanrainerorte. Die Städte Buchen im Norden und Osterburken in der Mitte haben etwa den gleichen Flächenanteil, zu Seckach gehört nur ein Zwickel des Mündungsdreiecks.
Reihum grenzen die Einzugsgebiete der folgenden Nachbargewässer an:
- Im Osten konkurriert der tiefere Seckach-Zufluss Rinschbach, längstenteils über seinen langen rechten Zufluss Moosichgraben;
- im Südosten und Südwesten läuft je ein kurzer Zufluss unter- bzw. oberhalb des Schlierbachs zur Seckach;
- im Westen liegt das Einzugsgebiet des noch höheren Seckach-Zuflusses Riffelbach, dem sein linker Zufluss Gewesterbach den größten Teil des Abflusses von der anderen Seite der Wasserscheide zuführt.

### Zuflüsse und Seen
Liste der Zuflüsse und  Seen,  Hochwasserrückhaltebecken von der Quelle zur Mündung. Gewässerlänge, Seefläche, Einzugsgebiet und Höhe nach den entsprechenden Layern auf der Onlinekarte der LUBW. Andere Quellen für die Angaben sind vermerkt.
Ursprung des Krummebachs/Schlierbachs auf etwa 322 m ü. NHN ca. 0,5 km nördlich der Ortsmitte von Buchen-Eberstadt an einem Röhrichtfeld im Gewann Im Flößle.
- Mühlgraben, von rechts und Nordnordwesten auf etwa 315 m ü. NHN an der bachquerenden Dorfstraße in Eberstadt, 0,8 km und ca. 2,0 km². Entspringt einer Quelle beim Gewann Am grundlosen Brunnen auf etwa 325 m ü. NHN weniger als 0,2 km nordwestlich der Krummebach-Quelle. Ist etwas länger als der Krummebach bis dorthin und hat ein zumindest oberflächlich deutlich größeres Einzugsgebiet als dieser.
- Berntalgraben, von rechts und Westen auf etwa 299 m ü. NHN etwa 0,5 km vor dem Damm des folgenden, 0,3 km und unter 0,3 km². Entsteht auf etwa 306 m ü. NHN an der Seite der am rechten Unterhang im Tal laufenden K 3901 Eberstadt–Schlierstadt–Zimmern. Unbeständig.
- Durchfließt etwa 200 Meter vor der Ortsgrenze von Osterburken-Schlierstadt auf knapp 295 m ü. NHN den Erddamm des 2002 errichteten, gewöhnlich trockenen Hochwasserrückhaltebeckens Krummebach des Zweckverbands Hochwasserschutz Einzugsbereich Seckach/Kirnau, das mit seiner Dammhöhe von 5,8 km bis zu 52.000 m³ Wasser zurückhalten kann, die dann ungesteuert wieder abfließen.[LUBW 7]
- Passiert einen Teich am linken Ufer auf etwa 280 m ü. NHN weniger als 200 Meter vor der Ortsgrenze des ehemaligen Klosters Seligental, über 0,2 ha.
- (Zufluss aus dem Klosterwald), von links und Osten auf etwa 265 m ü. NHN gleich nach Seligental, ca. 0,4 km[LUBW 8] und ca. 0,5 km². Entsteht auf etwa 301 m ü. NHN im nördlichen Klosterwald. Unbeständig.

Mündung des Schlierbachs/Krummebachs von links und Norden auf etwa 242 m ü. NHN in Seckach-Zimmern  in die mittlere Seckach. Der Krummebach/Schlierbach ist 6,1 km lang und hat ein 9,3 km² großes Einzugsgebiet.

## Geologie
Der Krummebach/Schlierbach ist ein Gewässer des Muschelkalks. Auf dem größten Teil des Fläche auf den begleitenden hochebenen und höheren Hänge steht der Obere Muschelkalk an, während an den Unterhänge bis ans Ortsende von Schlierstadt der Mittlere Muschelkalk ausstreicht, danach abrupt Oberer Muschelkalk, weil dort eine Störung mit Tiefscholle bachabwärts das Tal quert. Eine weitere Störung quert wenig südlich des Hohbergs noch vor den Bachquellen das obere Einzugsgebiet von Nordost nach Südwest, auch dort liegt die Tiefscholle bachabwärts. Durch ein mündungsnahes Störungssystem, das Nordwest–Südost streicht, gibt östlich von Seligental im Klosterwald  eine sehr kleine Teilfläche mit anstehenden Lettenkeuper (Erfurt-Formation).
An den Westhängen des Tals sind die Muschelkalk-Schichten teilweise mit quartärem Lösssediment überlagert. Der Bach läuft ab seinen beiden Quellen in einem holozänen Auenlehmband.

## Natur und Schutzgebiete
Das untere Einzugsgebiet an wenig nach Schlierstadt liegt in einem Wasserschutzgebiet, die Wasserfassung dazu ist ein Tiefbrunnen am Nordrand von Zimmern. Der Sekach-Zimmerner Gebietsanteil liegt im Naturpark Neckartal-Odenwald.

### LUBW
Amtliche Online-Gewässerkarte mit passendem Ausschnitt und den hier benutzten Layern: Lauf und Einzugsgebiet des Krummebachs/Schlierbachs

Allgemeiner Einstieg ohne Voreinstellungen und Layer: Daten- und Kartendienst der Landesanstalt für Umwelt Baden-Württemberg (LUBW) (Hinweise)
1. 1 2 3  Höhe nach dem Höhenlinienbild auf dem Hintergrundlayer Topographische Karte.
2. 1 2  Länge nach dem Layer Gewässernetz (AWGN).
3. 1 2  Einzugsgebiet nach dem Layer Basiseinzugsgebiet (AWGN).
4. ↑  Natur teilweise nach dem Layer Geschützte Biotope.
5. ↑  Seefläche nach dem Layer Stehende Gewässer.
6. ↑  Einzugsgebiet abgemessen auf dem Hintergrundlayer Topographische Karte.
7. ↑  Daten des Hochwasserrückhaltebeckens nach dem Layer Stauanlage.
8. 1 2  Länge abgemessen auf dem Hintergrundlayer Topographische Karte.
9. ↑  Schutzgebiete nach den einschlägigen Layern.

### Andere Belege
1. ↑  Wolf-Dieter Sick: Geographische Landesaufnahme: Die naturräumlichen Einheiten auf Blatt 162 Rothenburg o. d. Tauber. Bundesanstalt für Landeskunde, Bad Godesberg 1962. → Online-Karte (PDF; 4,7 MB)
2. ↑  Höhe nach schwarzer Beschriftung auf dem Layer WMS LGL-BW Topographische Freizeitkarte 1:25.000 auf: Geoportal Baden-Württemberg (Hinweise)
3. ↑  Geologie nach den Layern zu Geologische Karte 1:50.000 auf: Mapserver des Landesamtes für Geologie, Rohstoffe und Bergbau (LGRB) (Hinweise)